# Overhagen (Bottrop)
Overhagen ist ein Stadtteil des Bottroper Stadtbezirks Kirchhellen in Nordrhein-Westfalen.

## Lage
Overhagen ist ein nördlicher Stadtteil von Bottrop. Er grenzt im Süden an Gladbeck (Kreis Recklinghausen), im Osten an Feldhausen, im Südwesten an Grafenwald, im Westen an Kirchhellen-Mitte und Hardinghausen und im Norden an Ekel – alle Bottroper Stadtteile befinden sich im Stadtbezirk Kirchhellen.
Durch den Ort verlaufen die A 31 sowie die Kreisstraßen K 8 und K 33, am östlichen Ortsrand die Landesstraße L 618.

## Naturschutzgebiete
Unweit östlich des Ortes erstrecken sich diese Naturschutzgebiete (NSG):
- das etwa 15,3 ha große NSG Feldhauser Mühlenbach (BOT-011) und
- auf dem Gebiet der Stadt Gladbeck im Kreis Recklinghausen das etwa 19,8 ha große NSG Zweckeler Wald (RE-039).[1]